# D.C. United Holdings
D.C. United Holdings — холдинговая компания, которая владеет операционными правами на «Ди Си Юнайтед», профессиональный футбольный клуб, который является частью Major League Soccer (MLS). Компания была основана в 2007 году, первоначально во главе стояли Уильям Чанг (председатель «Westlake International Group»), Брайан Дэвис и Кристиан Леттнер (бывшие баскетболисты «Дьюк Блю Девилз»), и Кевин Пэйн (президент «Ди Си Юнайтед»), они сохраняют своё положение и при новых инвесторах. На момент формирования «D.C. United Holdings» была также заинтересована в привлечении основателя «Discovery Communications», Джона Хендрикса, который также является основателем ныне несуществующей Женской объединённой футбольной ассоциации. Брайан Дэвис и бывший владелец Виктор Макфарлейн были первыми афро-американскими собственниками клубов MLS; Уильям Чанг, в свою очередь, является первым азиатско-американским владельцем. «D.C. United Holdings» выкупила «Ди Си Юнайтед» у «Anschutz Entertainment Group» за $ 33 млн, рекордная сумма за операционные права клуба MLS. Группа также строит футбольный стадион для «Ди Си Юнайтед» в окрестностях Вашингтона.
21 мая 2009 года предыдущий владелец Виктор Макфарлейн объявил о продаже своей доли акций «D.C. United Holdings» к мажоритарному владельцу, Уильяму Чангу, который получил 98 % акций организации. 21 октября 2009 года Чанг выкупил доли Дэвиса и Леттнера, получив оставшиеся 2 %, теперь он полностью контролирует акции команды.
В 2012 году Эрик Тохир и Джейсон Левин приобрели клуб и его холдинговую компанию, Чанг стал миноритарным инвестором. Их усилия сосредоточены главным образом на постройке для «Юнайтед» нового стадиона и усилении четырехкратного чемпиона MLS.